# Schöneberger Müllverbrennungsanlage
Die Schöneberger Müllverbrennungsanlage war die erste industrielle Müllverbrennungsanlage im Gebiet des heutigen Berlin. Sie entstand 1921 für den Berliner Bezirk Schöneberg, der erst ein Jahr zuvor eingemeindet worden war, und noch über einen eigenständigen Bezirksmüllbetrieb verfügte.

## Geschichte
Im Gegensatz zu den anderen Bezirken schafften die Schöneberger ihren Müll nicht nach außerhalb des Stadtgebiets, sondern versuchten diesen innerhalb Schönebergs zu entsorgen. Am Rande der damaligen Wohnbebauung auf der Roten Insel entstand eine Anlage, dort wo die Ringbahn den Königsweg (heute: Naumannstraße) schneidet. Auf der Anlage installierte die Münchener Vesuvio AG im Auftrag des Bezirksmüllbetriebs nacheinander mehrere moderne Lösungen der Müllentsorgung, die sich allerdings alle nicht dauerhaft durchsetzen konnten.
Erste Versuche mit Müllverbrennung in Berlin reichen bis ans Ende des 19. Jahrhunderts zurück. Allerdings liefen diese Anlagen, die nur experimentellen Maßstab hatten, nie erfolgversprechend. Der Bezirk Schöneberg hingegen errichtete direkt eine Anlage in industriellem Maßstab. Diese sollte helfen, Kosten zu sparen. Das moderne Verfahren sparte Transportwege, verringerte das Abfallvolumen und erlaubte darüber hinaus die energetische Nutzung von Müll. Allerdings lief die Anlage nie wie versprochen, musste immer wieder angehalten werden, und auch wenn sie lief, entsprachen die Resultate nicht den Wünschen der Auftraggeber. Der längste Zeitraum, in dem die Schöneberger Müllverbrennungsanlage durchgehend lief, war ein halbes Jahr von Oktober 1923 bis März 1924. Insgesamt war die Anlage von Oktober 1921 bis März 1924 in Betrieb, lief dabei aber nur an 279 Tagen, während sie den Rest der Zeit umgebaut oder repariert wurde.
Problematisch waren dabei zahlreiche Konstruktionsfehler der Anlage, die ursprünglich nicht für die Verbrennung von Hausmüll entworfen worden war. Spezifisch problematisch für Berlin war zusätzlich der geringe Heizwert des Berliner Hausmülls. Die Holzkohle, die in Berlin überwiegend zur Feuerung verwandt wurde, verbrannte vollständig, sodass diese – anders als Steinkohle – keine brennbaren Stoffe mehr in den Hausmüll lieferte. So hatte beispielsweise in dieser Zeit der Londoner Müll einen Heizwert von 2900 cal/kg, der Berliner nur einen von 1000 cal/kg. Der Zusatz von echter Kohle und der Einsatz großer Gebläse zur besseren Verbrennung führten dazu, dass größere Mengen Kohlestaub direkt aus dem Schornstein geblasen und die gesamte Umgebung der Anlage mit einer Schicht aus Kohlestaub überzogen wurde.
Deshalb verbrannte die Anlage bereits ab 1925 keinen Müll mehr, sondern produzierte Müllwolle nach dem Verfahren des Berliner Ingenieurs Kurt Gerson.
Sein Unternehmen, die Schöneberger Müllindustrie AG (MüAG) wurde bereits 1923 gegründet. Auch das Müllwoll-Experiment dauerte nur wenige Jahre, der Standort blieb erhalten, seine Nutzung veränderte sich aber vielfach. In einer Karte der Reichsbahndirektion Berlin aus dem Jahr 1927 ist ein Gleisanschluss zu diesem Grundstück verzeichnet, der mit Schöneberger Müllind. AG benannt ist. Das Unternehmen wurde 1931 aufgelöst, die Aufgaben wurden von der Berliner Müllabfuhr-Aktiengesellschaft (BEMAG) übernommen.
In den 1930er Jahren ließ ein Mitglied der NSDAP aus dem Müll Faserplatten fertigen. Die Belastung der Umwelt durch das Produktionsverfahren verschärfte sich gegenüber den Müllverbrennungszeiten noch einmal deutlich.
Heute befindet sich auf dem Grundstück Tempelhofer Weg Ecke Naumannstraße, welches sich direkt gegenüber der Hauptzufahrt zum Fernbahnhof Berlin Südkreuz befindet, ein Recyclinghof der Berliner Stadtreinigungsbetriebe. Dieser Standort soll allerdings geschlossen werden.